# Semiothisa pleres
Semiothisa pleres là một loài bướm đêm trong họ Geometridae.